# Corinne Béoust
 (novembre 2013).
Si vous disposez d'ouvrages ou d'articles de référence ou si vous connaissez des sites web de qualité traitant du thème abordé ici, merci de compléter l'article en donnant les références utiles à sa vérifiabilité et en les liant à la section « Notes et références ».
Corinne Béoust, née le 24 octobre 1962 à Paris, est une vidéaste puis sculptrice française contemporaine, habitant et travaillant aujourd'hui à Paris.
Elle a fait de grandes installations sur des façades d'immeubles et entre des immeubles, surtout à Paris.

## Biographie

### 1980-1985: formation littéraire et artistique
Après des études secondaires en lettres classiques, Corinne Béoust passe en 1980 un baccalauréat dans cette section (appelée alors A1) et comportant donc le grec ancien et le latin.
Elle poursuit ensuite parallèlement, entre 1981 et 1983, un cursus de lettres classiques à la Sorbonne et des études artistiques à l'École nationale supérieure des beaux-arts de Paris, section peinture, dans l'atelier de Pierre Matthey.
Elle quitte la France pour les États-Unis durant deux ans et de 1983 à 1985. Elle étudie au Massachusetts College of Art and Design de Boston. Dans cette école, elle suit une formation multiple notamment en photo, vidéo, performances. Elle fréquente les départements de photographie, film et le Studio for interrelated media qui fait un lien entre les différents moyens techniques d'expressions. Ce cycle d'études est sanctionné en décembre 1985 par un diplôme de Bachelor of Fines Arts (BFA).

### 1985-1995: la décennie vidéo
Durant dix ans, Corinne Béoust se consacre à la vidéo. Elle réalise des courts métrages au nombre desquels Shooting fish (Coup d'épée dans l'eau), Dialectics of Space (série de petits films courts sur le rapport frontal ou participatif dans l'espace).
De 1985 à 1990, elle est comédienne dans des films de moyens métrages, fictions expérimentales réalisés par Joe Gibbons ; au nombre de ceux-ci, Fugitive in Paris (« En cavale à Paris »).
En 1986, elle réalise une exposition intitulée No ! To the fashion that kills (« La mode qui tue ») consacrée aux sévices institutionnels perpétrés contre le corps pour suivre une mode, une tradition : pratiques vestimentaires déformant le corps, telles le corset, le piercing, etc.
En 1988-1989, elle suit plusieurs stages d'écriture de scénarios, en Belgique, auprès de Franck Daniel.
Les courts métrages que Corinne Béoust réalise, tels Eros Intox (sur les addictions) en 1989, Vendredi 17 heures 30 en 1993 ou le documentaire Esther Ferrer sont présentés dans des festivals, comme celui de Huesca en Espagne.
Elle reçoit une bourse du Centre national de la cinématographie en 1992 pour préparer un long métrage, Chakhmaty (en russe : « Les échecs »), film sur les rapports entre les deux grands maîtres d'échecs contemporains russes Alexandre Alekhine et Mikhaïl Botvinnik. Ce projet de film finalement n'aboutira pas.

### Depuis 1995: la sculpture
Corinne Béoust commence à sculpter l'argile en 1995 alors qu'elle est enceinte de sa première fille qui naît en 1995. Elle réalise des nus d'après des modèles vivants. En 1995-1996, elle suit des cours de modelage à Paris à l'ADAC auprès du professeur et sculpteur suisse Paul Flury. Elle ira suivre également des stages auprès de lui dans son atelier de Châtelus-Malvaleix, en Creuse.
Elle réalise très vite des sculptures de grands formats. Elle sculpte depuis seulement quelques mois quand on lui offre la possibilité de faire une exposition personnelle tout le long de l'été 1996 au Centre Culturel Saint-Pierre, dans une église désaffectée du XIe siècle à Touques, dans le Calvados.
Ses expositions de sculptures ont essentiellement eu lieu par la suite à Paris, en Normandie, dans le Sud-Ouest et dans les Vosges. En 1999, en résidence en Lituanie au musée en plein air Europos Parkas, elle expose dans une forêt.
Corinne Béoust a réalisé des installations géantes sur la façade de son atelier, 20 rue Du Couédic à Paris 14e et d'autres figures géantes au nombre desquelles le géant Isoré en 2006.
Pour la réalisation de ses œuvres, Corinne Béoust emploie des armatures en grillage à poulailler, sculpte le polystyrène expansé. Puis elle poursuit avec du papier mâché, de la résine et éventuellement utilise des tubes en aluminium, du textile, des bambous.

### Autres activités
Parallèlement à ses activités de sculptrice, Corinne Béoust suit des cours de sociologie à l'École des hautes études en sciences sociales de 2004 à 2007.
En 2009, elle participe en qualité de comédienne au spectacle en plein air Le Banquet des mariées, réalisé par la compagnie Catherine Hubeau, mise en scène de Marie-Do Fréval.

## Expositions
Corinne Béoust a participé depuis 1996 à plus d'une vingtaine d'expositions personnelles ou de groupe.
Son Temple païen en toiles d'araignées est montré en permanence depuis 1999 dans le musée en plein air Europos Parkas, en Lituanie.
Elle a réalisé depuis 1999 six installations sur la façade de son atelier donnant sur la rue Du Couédic : 
- Errances
- Hommage à la tempête
- Veines et Déveines
- La Pâquerette
- Drapeaux, fléaux
- Le Lion et les Rats

Elle a également réalisé des installations accrochées d'un immeuble à l'autre au-dessus de la rue, intitulées « duos » et « les portées musicales », exposées à Paris 14e, rue Didot en 2000, puis à Saint-Dié dans les Vosges.
En 2008, elle réalise « Zone de convection », une installation sur un étang, dans le cadre du « Festival Étang d'art » dans le pays de Brocéliande.
Installé initialement pour six mois, le géant Isoré est toujours visible en façade de l'école maternelle 77 rue de la Tombe-Issoire, Paris 14e.

## Presse
Corinne Béoust a fait l'objet depuis 1995 d'une quarantaine d'articles dans la presse française, nationale ou régionale et de plusieurs articles dans la presse lituanienne.
Au nombre des quotidiens ou hebdomadaires concernés : Ouest France, Le Monde, Le Figaro, Télérama, Elle, La Dépêche, Eure Inter, Le Pays d'Auge, Sud Ouest, Lietuvos Aidas, Lietuvos Rytas…
Le journal local du 14e arrondissement de Paris, La Page, lui a consacré sept articles depuis 2000.